# Košická Belá
Košická Belá (deutsch Bella, ungarisch Kassabéla – bis 1873 Béla) ist eine Gemeinde im Osten der Slowakei mit 1006 Einwohnern (Stand 31. Dezember 2024) nahe der Stadt Košice im Ostteil des Slowakischen Erzgebirges.
Der Ort wurde 1397 zum ersten Mal schriftlich als Villa Johannis, 1580 auch deutsch Hansdorff erwähnt. Zu ihr gehören die Orte Košické Hámre (1967 eingemeindet; deutsch [Kaschauer] Hammer, ungarisch Kassahámor), Malý Folkmar (1944 zu Košické Hámre eingemeindet; deutsch Kleinfolkmar, ungarisch Kissolymár) und Ružín (1969 eingemeindet), diese Orte sind aber bei der Flutung des Stausees Ružín (im Jahr 1969, slowakisch Vodná nádrž Ružín) zum Großteil untergegangen.
Der Name des Ortes ist von dem Ort durchfließenden Bach Belá abgeleitet.

## Bevölkerung
| Jahr                | 1994 | 2004    | 2014    | 2024    |
| ------------------- | ---- | ------- | ------- | ------- |
| Anzahl der Personen | 965  | 962     | 996     | 1006    |
| Unterschied         |      | −0,31 % | +3,53 % | +1,00 % |

| Jahr                | 2023 | 2024    |
| ------------------- | ---- | ------- |
| Anzahl der Personen | 994  | 1006    |
| Unterschied         |      | +1,20 % |

## Persönlichkeiten
- János Scitovszky (1785–1866), römisch-katholischer Geistlicher, Erzbischof von Gran 1849–1866